# بیمارستان شهر فوجیساوا
بیمارستان شهر فوجیساوا (به لاتین: Fujisawa City Hospital) یک بیمارستان در ژاپن است که در فوجیساوا، کاناگاوا واقع شده‌است.